# Cruzando o Limiar da Esperança
Cruzando o Limiar da Esperança (em italiano Varcare la soglia della speranza) é um livro-entrevista escrito por João Paulo II e Vittorio Messori, publicado em 1994 pela Editora Ômega e relançado em 1994 pela Arnoldo Mondadori Editore.
O livro foi traduzido em 53 línguas.

## Sinopse
O livro foi escrito como uma entrevista ao Papa João Paulo II feita por Vittorio Messori.
As perguntas formuladas por Vittorio eram sobre a fé, o ecumenismo, a nova evangelização e o futuro e modernidade do Evangelho. Outros temas tratados eram sobre os diversos males que assolam o mundo (ex: guerras, carestias, injustiças sociais) e os motivos teológicos para os quais os males e outros acontecimentos acontecem.

## História da obra
Em outubro 1993, em ocasião dos 15 anos de pontificado, programaram uma entrevista na televisão feita por Messori ao Papa. Antes da realização da entrevista, num encontro de Messori com o Papa em Castelgandolfo, Messori disse ao Papa: "Santo Padre, precisamos de um papa, de um mestre que nos guie, não de um opinionista. Esta não é a crise da Igreja. É a crise da fé: ninguem crê mais". O Papa bateu o punho na mesa e respondeu: "Não concordo com o senhor!"
A entrevista na televisão acabou por ser cancelada por causa dos inúmeros compromissos do papa para o 15° aniversário da sua eleição, mas o Papa ficou interessado no projeto e alguns meses depois o Papa respondeu por escrito a todas as perguntas anteriormente formuladas e preparadas por Messori para a entrevista. Messori decidiu, com o acordo do Papa, publicar esta entrevista escrita em livro.